# Puchar Świata w biathlonie 1997/1998
Puchar Świata w biathlonie 1997/1998 to 21. sezon w historii tej dyscypliny sportu. Pierwsze zawody odbyły się 6 grudnia 1997 r. w norweskim Lillehammer, zaś sezon zakończył się 15 marca 1998 w austriackim Hochfilzen. Najważniejszą imprezą sezonu były igrzyska olimpijskie w Nagano oraz mistrzostwa świata w Hochfilzen/Pokljuce w biegu pościgowym i drużynowym (z powodu niewłączenia tych dyscyplin do programu igrzysk).
Klasyfikację generalna pań po raz drugi w karierze wygrała Szwedka Magdalena Forsberg, która zgromadziła 387 punktów. Druga w klasyfikacji była Niemka Uschi Disl, która zdobyła 325 punkty, a trzecia jej rodaczka Martina Zellner 255. Forsberg triumfowała również w klasyfikacji biegu indywidualnego, sprintu i w biegu pościgowym. W sztafecie wygrały Rosjanki, a w Pucharze Narodów najlepsze były Niemki.
Wśród panów triumf odniósł Norweg Ole Einar Bjørndalen. Norweg zgromadził 289 punkty i wyprzedził drugiego w klasyfikacji Niemca Ricco Großa o 3 punkty, oraz o 19 kolejnego Niemca Svena Fischera. Bjørndalen wygrał również klasyfikację sprintu, w biegu indywidualnym najlepszy okazał się jego rodak Halvard Hanevold, a w biegu pościgowym zwyciężył Sven Fischer. W sztafecie zwyciężyli Niemcy, w Pucharze Narodów najlepsi byli Norwegowie.

## Kalendarz
- Lillehammer – 6 - 7 grudnia 1997
- Östersund – 11 - 14 grudnia 1997
- Lahti – 18 - 21 grudnia 1997
- Ruhpolding – 7 - 11 stycznia 1998
- Anterselva – 15 - 18 stycznia 1998
- Nagano – 9 - 21 lutego 1998 (Igrzyska olimpijskie)
- Pokljuka – 3 - 8 marca 1998 (Bieg pościgowy (8 marca) zaliczany do mistrzostw świata)
- Hochfilzen – 12 - 15 marca 1998 (Bieg drużynowy (15 marca) zaliczany do mistrzostw świata)

## Mężczyźni

### Wyniki
| 1. Lillehammer, 6.12.1997 – 7.12.1997 | 1. Lillehammer, 6.12.1997 – 7.12.1997 | 1. Lillehammer, 6.12.1997 – 7.12.1997 | 1. Lillehammer, 6.12.1997 – 7.12.1997 | 1. Lillehammer, 6.12.1997 – 7.12.1997 |
| Data                                  | Konkurencja                           | miejsce                               | miejsce                               | miejsce                               |
| ------------------------------------- | ------------------------------------- | ------------------------------------- | ------------------------------------- | ------------------------------------- |
| 6 grudnia 1997                        | Sprint (10 km)                        | Frank Luck                            | Dag Bjørndalen                        | Raphaël Poirée                        |
| 7 grudnia 1997                        | Bieg na dochodzenie (12,5 km)         | Alaksiej Ajdarau                      | Halvard Hanevold                      | Pawieł Muslimow                       |

| 2. Östersund, 11.12.1997 – 14.12.1997 | 2. Östersund, 11.12.1997 – 14.12.1997 | 2. Östersund, 11.12.1997 – 14.12.1997                                               | 2. Östersund, 11.12.1997 – 14.12.1997                                      | 2. Östersund, 11.12.1997 – 14.12.1997                                               |
| Data                                  | Konkurencja                           | miejsce                                                                             | miejsce                                                                    | miejsce                                                                             |
| ------------------------------------- | ------------------------------------- | ----------------------------------------------------------------------------------- | -------------------------------------------------------------------------- | ----------------------------------------------------------------------------------- |
| 11 grudnia 1997                       | Bieg indywidualny (20 km)             | Sylfest Glimsdal                                                                    | Aleksiej Kobielew                                                          | Wiktor Majgurow                                                                     |
| 13 grudnia 1997                       | Sprint (10 km)                        | Aleksiej Kobielew                                                                   | Raphaël Poirée                                                             | Carsten Heymann                                                                     |
| 14 grudnia 1997                       | Sztafeta (4 × 7,5 km)                 | Norwegia Egil Gjelland · Sylfest Glimsdal · Halvard Hanevold · Ole Einar Bjørndalen | Niemcy Jan Wüstenfeld · Carsten Heymann · Marco Morgenstern · Sven Fischer | Włochy Patrick Favre · Wilfried Pallhuber · Pieralberto Carrara · René Cattarinussi |

| 3. Lahti, 18.12.1997 – 21.12.1997 | 3. Lahti, 18.12.1997 – 21.12.1997 | 3. Lahti, 18.12.1997 – 21.12.1997                                              | 3. Lahti, 18.12.1997 – 21.12.1997                                            | 3. Lahti, 18.12.1997 – 21.12.1997                                                   |
| Data                              | Konkurencja                       | miejsce                                                                        | miejsce                                                                      | miejsce                                                                             |
| --------------------------------- | --------------------------------- | ------------------------------------------------------------------------------ | ---------------------------------------------------------------------------- | ----------------------------------------------------------------------------------- |
| 18 grudnia 1997                   | Sprint (10 km)                    | Jan Wüstenfeld                                                                 | Ricco Groß                                                                   | Sven Fischer                                                                        |
| 20 grudnia 1997                   | Bieg na dochodzenie (12,5 km)     | Sven Fischer                                                                   | Ludwig Gredler                                                               | Jan Wüstenfeld                                                                      |
| 21 grudnia 1997                   | Sztafeta (4 × 7,5 km)             | Rosja Siergiej Rożkow · Władimir Draczow · Siergiej Tarasow · Pawieł Rostowcew | Białoruś Alaksiej Ajdarau · Aleh Ryżenkau · Wadim Saszurin · Aleksandr Popow | Włochy Patrick Favre · Wilfried Pallhuber · Pieralberto Carrara · René Cattarinussi |

| 4. Ruhpolding, 8.01.1998 – 11.01.1998 | 4. Ruhpolding, 8.01.1998 – 11.01.1998 | 4. Ruhpolding, 8.01.1998 – 11.01.1998                                           | 4. Ruhpolding, 8.01.1998 – 11.01.1998                          | 4. Ruhpolding, 8.01.1998 – 11.01.1998                                         |
| Data                                  | Konkurencja                           | miejsce                                                                         | miejsce                                                        | miejsce                                                                       |
| ------------------------------------- | ------------------------------------- | ------------------------------------------------------------------------------- | -------------------------------------------------------------- | ----------------------------------------------------------------------------- |
| 8 stycznia 1998                       | Sprint (10 km)                        | Raphaël Poirée                                                                  | Ole Einar Bjørndalen                                           | Ricco Groß                                                                    |
| 10 stycznia 1998                      | Sprint (10 km)                        | Frode Andresen                                                                  | Ole Einar Bjørndalen                                           | Raphaël Poirée                                                                |
| 11 stycznia 1998                      | Sztafeta (4 × 7,5 km)                 | Norwegia Egil Gjelland · Frode Andresen · Dag Bjørndalen · Ole Einar Bjørndalen | Niemcy Ricco Groß · Jan Wüstenfeld · Sven Fischer · Frank Luck | Rosja Siergiej Rożkow · Pawieł Wawiłow · Pawieł Rostowcew · Aleksiej Kobielew |

| 5. Anterselva, 15.01.1998 – 18.01.1998 | 5. Anterselva, 15.01.1998 – 18.01.1998 | 5. Anterselva, 15.01.1998 – 18.01.1998                       | 5. Anterselva, 15.01.1998 – 18.01.1998                                            | 5. Anterselva, 15.01.1998 – 18.01.1998                                       |
| Data                                   | Konkurencja                            | miejsce                                                      | miejsce                                                                           | miejsce                                                                      |
| -------------------------------------- | -------------------------------------- | ------------------------------------------------------------ | --------------------------------------------------------------------------------- | ---------------------------------------------------------------------------- |
| 15 stycznia 1998                       | Bieg indywidualny (20 km)              | Halvard Hanevold                                             | Ricco Groß                                                                        | Alaksiej Ajdarau                                                             |
| 17 stycznia 1998                       | Sprint (10 km)                         | Ole Einar Bjørndalen                                         | Frode Andresen                                                                    | Wiktor Majgurow                                                              |
| 18 stycznia 1998                       | Sztafeta (4 × 7,5 km)                  | Niemcy Ricco Groß · Peter Sendel · Sven Fischer · Frank Luck | Norwegia Egil Gjelland · Halvard Hanevold · Frode Andresen · Ole Einar Bjørndalen | Białoruś Alaksiej Ajdarau · Aleh Ryżenkau · Aleksandr Popow · Wadim Saszurin |

| Igrzyska olimpijskie Nagano, 11.02.1998 - 21.02.1998 | Igrzyska olimpijskie Nagano, 11.02.1998 - 21.02.1998 | Igrzyska olimpijskie Nagano, 11.02.1998 - 21.02.1998         | Igrzyska olimpijskie Nagano, 11.02.1998 - 21.02.1998                              | Igrzyska olimpijskie Nagano, 11.02.1998 - 21.02.1998                          |
| Data                                                 | Konkurencja                                          | miejsce                                                      | miejsce                                                                           | miejsce                                                                       |
| ---------------------------------------------------- | ---------------------------------------------------- | ------------------------------------------------------------ | --------------------------------------------------------------------------------- | ----------------------------------------------------------------------------- |
| 11 lutego 1998                                       | Bieg indywidualny (20 km)                            | Halvard Hanevold                                             | Pieralberto Carrara                                                               | Alaksiej Ajdarau                                                              |
| 18 lutego 1998                                       | Sprint (10 km)                                       | Ole Einar Bjørndalen                                         | Frode Andresen                                                                    | Ville Räikkönen                                                               |
| 21 lutego 1998                                       | Sztafeta (4 × 7,5 km)                                | Niemcy Ricco Groß · Peter Sendel · Sven Fischer · Frank Luck | Norwegia Egil Gjelland · Halvard Hanevold · Dag Bjørndalen · Ole Einar Bjørndalen | Rosja Pawieł Muslimow · Władimir Draczow · Siergiej Tarasow · Wiktor Majgurow |

| 6. Pokljuka, 3.03.1998 - 8.03.1998 | 6. Pokljuka, 3.03.1998 - 8.03.1998 | 6. Pokljuka, 3.03.1998 - 8.03.1998 | 6. Pokljuka, 3.03.1998 - 8.03.1998 | 6. Pokljuka, 3.03.1998 - 8.03.1998 |
| Data                               | Konkurencja                        | miejsce                            | miejsce                            | miejsce                            |
| ---------------------------------- | ---------------------------------- | ---------------------------------- | ---------------------------------- | ---------------------------------- |
| 3 marca 1998                       | Bieg indywidualny (20 km)          | Ricco Groß                         | Egil Gjelland                      | Ole Einar Bjørndalen               |
| 5 marca 1998                       | Sprint (10 km)                     | Frank Luck                         | Raphaël Poirée                     | Wiktor Majgurow                    |
| 7 marca 1998                       | Sprint (10 km)                     | Władimir Draczow                   | Sven Fischer                       | Ilmārs Bricis                      |
| 8 marca 1998                       | Bieg na dochodzenie (12,5 km) MŚ   | Władimir Draczow                   | Ole Einar Bjørndalen               | Raphaël Poirée                     |

| 7. Hochfilzen, 12.03.1998 - 15.03.1998 | 7. Hochfilzen, 12.03.1998 - 15.03.1998 | 7. Hochfilzen, 12.03.1998 - 15.03.1998                                              | 7. Hochfilzen, 12.03.1998 - 15.03.1998                          | 7. Hochfilzen, 12.03.1998 - 15.03.1998                                         |
| Data                                   | Konkurencja                            | miejsce                                                                             | miejsce                                                         | miejsce                                                                        |
| -------------------------------------- | -------------------------------------- | ----------------------------------------------------------------------------------- | --------------------------------------------------------------- | ------------------------------------------------------------------------------ |
| 12 marca 1998                          | Bieg indywidualny (20 km)              | Władimir Draczow                                                                    | Halvard Hanevold                                                | Wiktor Majgurow                                                                |
| 14 marca 1998                          | Sprint (10 km)                         | Władimir Draczow                                                                    | Ilmārs Bricis                                                   | Sven Fischer                                                                   |
| 15 marca 1998                          | Bieg drużynowy (10 km) MŚ              | Norwegia Egil Gjelland · Sylfest Glimsdal · Halvard Hanevold · Ole Einar Bjørndalen | Niemcy Ricco Groß · Carsten Heymann · Sven Fischer · Frank Luck | Rosja Władimir Draczow · Aleksiej Kobielew · Siergiej Rożkow · Wiktor Majgurow |

### Klasyfikacje
| Miejsce | Zawodnik             | Punkty |
| ------- | -------------------- | ------ |
| 1       | Ole Einar Bjørndalen | 289    |
| 2       | Ricco Groß           | 286    |
| 3       | Sven Fischer         | 270    |
| 4       | Halvard Hanevold     | 263    |
| 5       | Raphaël Poirée       | 249    |
| 6       | Władimir Draczow     | 240    |
| 7       | Frank Luck           | 231    |
| 8       | Wiktor Majgurow      | 230    |
| 9       | Frode Andresen       | 222    |
| 10      | Siergiej Rożkow      | 165    |

| Miejsce | Zawodnik            | Punkty |
| ------- | ------------------- | ------ |
| 11      | Ilmārs Bricis       | 161    |
| 12      | Dag Bjørndalen      | 160    |
| 13      | Alaksiej Ajdarau    | 158    |
| 14      | Oļegs Maļuhins      | 158    |
| 15      | Pawieł Muslimow     | 157    |
| 16      | Ludwig Gredler      | 154    |
| 17      | Pieralberto Carrara | 144    |
| 18      | Siergiej Tarasow    | 122    |
| 19      | René Cattarinussi   | 114    |
| 20      | Aleksiej Kobielew   | 113    |

| Miejsce | Zawodnik             | Punkty |
| ------- | -------------------- | ------ |
| 1       | Halvard Hanevold     | 103    |
| 2       | Ricco Groß           | 94     |
| 3       | Ole Einar Bjørndalen | 71     |
| 4       | Pieralberto Carrara  | 70     |
| =5      | Wiktor Majgurow      | 68     |
| =5      | Dag Bjørndalen       | 68     |
| 7       | Peter Sendel         | 67     |
| 8       | Wadim Saszurin       | 52     |
| 9       | Sven Fischer         | 51     |
| 10      | Władimir Draczow     | 44     |

| Miejsce | Zawodnik             | Punkty |
| ------- | -------------------- | ------ |
| 1       | Ole Einar Bjørndalen | 185    |
| 2       | Raphaël Poirée       | 161    |
| 3       | Frode Andresen       | 147    |
| 4       | Sven Fischer         | 147    |
| 5       | Władimir Draczow     | 145    |
| 6       | Frank Luck           | 142    |
| 7       | Wiktor Majgurow      | 140    |
| 8       | Ricco Groß           | 133    |
| 9       | Halvard Hanevold     | 121    |
| 10      | Ludwig Gredler       | 91     |

| Miejsce | Zawodnik         | Punkty |
| ------- | ---------------- | ------ |
| 1       | Sven Fischer     | 72     |
| 2       | Ricco Groß       | 59     |
| 3       | Siergiej Rożkow  | 54     |
| 4       | Władimir Draczow | 51     |
| 5       | Frank Luck       | 51     |
| 6       | Pawieł Muslimow  | 47     |
| 7       | Raphaël Poirée   | 46     |
| 8       | Oļegs Maļuhins   | 46     |
| 9       | Alaksiej Ajdarau | 44     |
| 10      | Halvard Hanevold | 39     |

| Miejsce | Reprezentacja | Punkty |
| ------- | ------------- | ------ |
| =1      | Niemcy        | 112    |
| =1      | Norwegia      | 112    |
| 3       | Rosja         | 98     |
| 4       | Białoruś      | 90     |
| 5       | Włochy        | 87     |
| 6       | Austria       | 82     |
| 7       | Francja       | 81     |
| 8       | Szwecja       | 74     |
| 9       | Finlandia     | 72     |
| 10      | Słowenia      | 71     |

| Miejsce | Reprezentacja | Punkty |
| ------- | ------------- | ------ |
| 1       | Norwegia      | 5660   |
| 2       | Niemcy        | 5493   |
| 3       | Rosja         | 5481   |
| 4       | Włochy        | 4943   |
| 5       | Białoruś      | 4522   |
| 6       | Austria       | 4452   |
| 7       | Słowenia      | 4371   |
| 8       | Francja       | 4122   |
| 9       | Finlandia     | 4047   |
| 10      | Łotwa         | 4042   |

## Kobiety

### Wyniki
| 1. Lillehammer, 6.12.1997 – 7.12.1997 | 1. Lillehammer, 6.12.1997 – 7.12.1997 | 1. Lillehammer, 6.12.1997 – 7.12.1997 | 1. Lillehammer, 6.12.1997 – 7.12.1997 | 1. Lillehammer, 6.12.1997 – 7.12.1997 |
| Data                                  | Konkurencja                           | miejsce                               | miejsce                               | miejsce                               |
| ------------------------------------- | ------------------------------------- | ------------------------------------- | ------------------------------------- | ------------------------------------- |
| 6 grudnia 1997                        | Sprint (7,5 km)                       | Galina Kuklewa                        | Olga Mielnik                          | Magdalena Forsberg                    |
| 7 grudnia 1997                        | Bieg na dochodzenie (10 km)           | Galina Kuklewa                        | Magdalena Forsberg                    | Uschi Disl                            |

| 2. Östersund, 11.12.1997 – 14.12.1997 | 2. Östersund, 11.12.1997 – 14.12.1997 | 2. Östersund, 11.12.1997 – 14.12.1997                                            | 2. Östersund, 11.12.1997 – 14.12.1997                           | 2. Östersund, 11.12.1997 – 14.12.1997                                |
| Data                                  | Konkurencja                           | miejsce                                                                          | miejsce                                                         | miejsce                                                              |
| ------------------------------------- | ------------------------------------- | -------------------------------------------------------------------------------- | --------------------------------------------------------------- | -------------------------------------------------------------------- |
| 11 grudnia 1997                       | Bieg indywidualny (15 km)             | Andreja Grasič                                                                   | Magdalena Forsberg                                              | Ołena Petrowa                                                        |
| 13 grudnia 1997                       | Sprint (7,5 km)                       | Magdalena Forsberg                                                               | Galina Kuklewa                                                  | Anna Wołkowa                                                         |
| 14 grudnia 1997                       | Sztafeta (4 × 6 km)                   | Francja Florence Baverel · Emmanuelle Claret · Christelle Gros · Corinne Niogret | Niemcy Uschi Disl · Martina Zellner · Katrin Apel · Petra Behle | Rosja Olga Mielnik · Galina Kuklewa · Albina Achatowa · Anna Wołkowa |

| 3. Lahti, 18.12.1997 – 21.12.1997 | 3. Lahti, 18.12.1997 – 21.12.1997 | 3. Lahti, 18.12.1997 – 21.12.1997                                         | 3. Lahti, 18.12.1997 – 21.12.1997                                          | 3. Lahti, 18.12.1997 – 21.12.1997                                              |
| Data                              | Konkurencja                       | miejsce                                                                   | miejsce                                                                    | miejsce                                                                        |
| --------------------------------- | --------------------------------- | ------------------------------------------------------------------------- | -------------------------------------------------------------------------- | ------------------------------------------------------------------------------ |
| 18 grudnia 1997                   | Sprint (7,5 km)                   | Uschi Disl                                                                | Martina Zellner                                                            | Swietłana Iszmuratowa                                                          |
| 20 grudnia 1997                   | Bieg na dochodzenie (10 km)       | Magdalena Forsberg                                                        | Swietłana Iszmuratowa                                                      | Martina Zellner                                                                |
| 21 grudnia 1997                   | Sztafeta (4 × 6 km)               | Czechy Kateřina Losmanová · Jiřina Pelcová · Irena Česneková · Eva Háková | Francja Florence Baverel · Anne Briand · Christelle Gros · Corinne Niogret | Niemcy Uschi Disl · Simone Greiner-Petter-Memm · Katrin Apel · Martina Zellner |

| 4. Ruhpolding, 8.01.1998 – 11.01.1998 | 4. Ruhpolding, 8.01.1998 – 11.01.1998 | 4. Ruhpolding, 8.01.1998 – 11.01.1998                                     | 4. Ruhpolding, 8.01.1998 – 11.01.1998                           | 4. Ruhpolding, 8.01.1998 – 11.01.1998                                                            |
| Data                                  | Konkurencja                           | miejsce                                                                   | miejsce                                                         | miejsce                                                                                          |
| ------------------------------------- | ------------------------------------- | ------------------------------------------------------------------------- | --------------------------------------------------------------- | ------------------------------------------------------------------------------------------------ |
| 8 stycznia 1998                       | Sprint (7,5 km)                       | Magdalena Forsberg                                                        | Petra Behle                                                     | Corinne Niogret                                                                                  |
| 10 stycznia 1998                      | Sprint (7,5 km)                       | Petra Behle                                                               | Martina Zellner                                                 | Corinne Niogret                                                                                  |
| 11 stycznia 1998                      | Sztafeta (4 × 6 km)                   | Rosja Olga Mielnik · Galina Kuklewa · Nadieżda Tałanowa · Albina Achatowa | Niemcy Uschi Disl · Martina Zellner · Katrin Apel · Petra Behle | Norwegia Ann-Elen Skjelbreid · Annette Sikveland · Gunn Margit Andreassen · Liv Grete Skjelbreid |

| 5. Anterselva, 15.01.1998 – 18.01.1998 | 5. Anterselva, 15.01.1998 – 18.01.1998 | 5. Anterselva, 15.01.1998 – 18.01.1998                               | 5. Anterselva, 15.01.1998 – 18.01.1998                                                           | 5. Anterselva, 15.01.1998 – 18.01.1998                         |
| Data                                   | Konkurencja                            | miejsce                                                              | miejsce                                                                                          | miejsce                                                        |
| -------------------------------------- | -------------------------------------- | -------------------------------------------------------------------- | ------------------------------------------------------------------------------------------------ | -------------------------------------------------------------- |
| 15 stycznia 1998                       | Bieg Indywidualny (15 km)              | Olga Romasko                                                         | Liv Grete Skjelbreid                                                                             | Magdalena Forsberg                                             |
| 17 stycznia 1998                       | Sprint (7,5 km)                        | Nina Łemesz                                                          | Swietłana Iszmuratowa                                                                            | Magdalena Forsberg                                             |
| 18 stycznia 1998                       | Sztafeta (4 × 6 km)                    | Rosja Anna Wołkowa · Galina Kuklewa · Olga Romasko · Albina Achatowa | Norwegia Ann-Elen Skjelbreid · Annette Sikveland · Gunn Margit Andreassen · Liv Grete Skjelbreid | Niemcy Uschi Disl · Martina Zellner · Katrin Apel · Katja Beer |

| Igrzyska olimpijskie Nagano, 9.02.1998 - 19.02.1998 | Igrzyska olimpijskie Nagano, 9.02.1998 - 19.02.1998 | Igrzyska olimpijskie Nagano, 9.02.1998 - 19.02.1998             | Igrzyska olimpijskie Nagano, 9.02.1998 - 19.02.1998                  | Igrzyska olimpijskie Nagano, 9.02.1998 - 19.02.1998                                              |
| Data                                                | Konkurencja                                         | miejsce                                                         | miejsce                                                              | miejsce                                                                                          |
| --------------------------------------------------- | --------------------------------------------------- | --------------------------------------------------------------- | -------------------------------------------------------------------- | ------------------------------------------------------------------------------------------------ |
| 9 lutego 1998                                       | Bieg indywidualny (15 km)                           | Ekaterina Dafowska                                              | Ołena Petrowa                                                        | Uschi Disl                                                                                       |
| 15 lutego 1998                                      | Sprint (7,5 km)                                     | Galina Kuklewa                                                  | Uschi Disl                                                           | Katrin Apel                                                                                      |
| 19 lutego 1998                                      | Sztafeta (4 × 6 km)                                 | Niemcy Uschi Disl · Martina Zellner · Katrin Apel · Petra Behle | Rosja Olga Mielnik · Galina Kuklewa · Albina Achatowa · Olga Romasko | Norwegia Ann-Elen Skjelbreid · Annette Sikveland · Gunn Margit Andreassen · Liv Grete Skjelbreid |

| 6. Pokljuka, 3.03.1998 - 8.03.1998 | 6. Pokljuka, 3.03.1998 - 8.03.1998 | 6. Pokljuka, 3.03.1998 - 8.03.1998 | 6. Pokljuka, 3.03.1998 - 8.03.1998 | 6. Pokljuka, 3.03.1998 - 8.03.1998 |
| Data                               | Konkurencja                        | miejsce                            | miejsce                            | miejsce                            |
| ---------------------------------- | ---------------------------------- | ---------------------------------- | ---------------------------------- | ---------------------------------- |
| 3 marca 1998                       | Bieg indywidualny (15 km)          | Magdalena Forsberg                 | Florence Baverel                   | Uschi Disl                         |
| 5 marca 1998                       | Sprint (7,5 km)                    | Corinne Niogret                    | Emmanuelle Claret                  | Annette Sikveland                  |
| 7 marca 1998                       | Sprint (7,5 km)                    | Magdalena Forsberg                 | Ann-Elen Skjelbreid                | Christelle Gros                    |
| 8 marca 1998                       | Bieg na dochodzenie (10 km) MŚ     | Magdalena Forsberg                 | Corinne Niogret                    | Martina Zellner                    |

| 7. Hochfilzen, 12.03.1998 - 15.03.1998 | 7. Hochfilzen, 12.03.1998 - 15.03.1998 | 7. Hochfilzen, 12.03.1998 - 15.03.1998                                      | 7. Hochfilzen, 12.03.1998 - 15.03.1998                                                           | 7. Hochfilzen, 12.03.1998 - 15.03.1998                                     |
| Data                                   | Konkurencja                            | miejsce                                                                     | miejsce                                                                                          | miejsce                                                                    |
| -------------------------------------- | -------------------------------------- | --------------------------------------------------------------------------- | ------------------------------------------------------------------------------------------------ | -------------------------------------------------------------------------- |
| 12 marca 1998                          | Bieg indywidualny (15 km)              | Uschi Disl                                                                  | Andreja Grasič                                                                                   | Martina Zellner                                                            |
| 14 marca 1998                          | Sprint (7,5 km)                        | Uschi Disl                                                                  | Magdalena Forsberg                                                                               | Liv Grete Skjelbreid                                                       |
| 15 marca 1998                          | Bieg drużynowy (10 km) MŚ              | Rosja Anna Wołkowa · Olga Romasko · Swietłana Iszmuratowa · Albina Achatowa | Norwegia Hildegunn Mikkelsplass · Ann-Elen Skjelbreid · Annette Sikveland · Liv Grete Skjelbreid | Niemcy Katja Holanti · Tiina Mikkola · Mari Lampinen · Sanna-Leena Perunka |

### Klasyfikacje
| Miejsce | Zawodniczka         | Punkty |
| ------- | ------------------- | ------ |
| 1       | Magdalena Forsberg  | 387    |
| 2       | Uschi Disl          | 325    |
| 3       | Martina Zellner     | 255    |
| 4       | Corinne Niogret     | 238    |
| 5       | Galina Kuklewa      | 227    |
| 6       | Andreja Grasič      | 221    |
| 7       | Petra Behle         | 194    |
| 8       | Albina Achatowa     | 184    |
| 9       | Ann-Elen Skjelbreid | 182    |
| 10      | Florence Baverel    | 181    |

| Miejsce | Zawodnik              | Punkty |
| ------- | --------------------- | ------ |
| 11      | Liv Grete Skjelbreid  | 159    |
| 12      | Katrin Apel           | 153    |
| 13      | Swietłana Iszmuratowa | 151    |
| 14      | Anna Wołkowa          | 139    |
| 15      | Ołena Petrowa         | 138    |
| 16      | Ekaterina Dafowska    | 129    |
| 17      | Swiatłana Paramyhina  | 119    |
| 18      | Annette Sikveland     | 118    |
| 19      | Nathalie Santer       | 116    |
| 20      | Ołena Zubryłowa       | 115    |

| Miejsce | Zawodniczka          | Punkty |
| ------- | -------------------- | ------ |
| 1       | Magdalena Forsberg   | 99     |
| 2       | Uschi Disl           | 97     |
| 3       | Andreja Grasič       | 83     |
| 4       | Martina Zellner      | 78     |
| 5       | Ołena Petrowa        | 77     |
| 6       | Swiatłana Paramyhina | 66     |
| =7      | Ekaterina Dafowska   | 61     |
| =7      | Florence Baverel     | 61     |
| =9      | Liv Grete Skjelbreid | 50     |
| =9      | Albina Achatowa      | 50     |

| Miejsce | Zawodniczka          | Punkty |
| ------- | -------------------- | ------ |
| 1       | Magdalena Forsberg   | 202    |
| 2       | Uschi Disl           | 171    |
| 3       | Liv Grete Skjelbreid | 152    |
| 4       | Galina Kuklewa       | 141    |
| 5       | Martina Zellner      | 129    |
| 6       | Petra Behle          | 120    |
| 7       | Ann-Elen Skjelbreid  | 120    |
| 8       | Katrin Apel          | 108    |
| 9       | Albina Achatowa      | 107    |
| 10      | Andreja Grasič       | 96     |

| Miejsce | Zawodniczka         | Punkty |
| ------- | ------------------- | ------ |
| 1       | Magdalena Forsberg  | 86     |
| 2       | Uschi Disl          | 57     |
| 3       | Corinne Niogret     | 53     |
| 4       | Galina Kuklewa      | 49     |
| 5       | Martina Zellner     | 48     |
| 6       | Andreja Grasič      | 42     |
| 7       | Ann-Elen Skjelbreid | 40     |
| 8       | Florence Baverel    | 39     |
| 9       | Petra Behle         | 35     |
| 10      | Anna Wołkowa        | 35     |

| Miejsce | Reprezentacja | Punkty |
| ------- | ------------- | ------ |
| 1       | Rosja         | 110    |
| 2       | Niemcy        | 106    |
| 3       | Francja       | 100    |
| 4       | Norwegia      | 96     |
| 5       | Czechy        | 91     |
| 6       | Ukraina       | 74     |
| 7       | Białoruś      | 74     |
| 8       | Słowacja      | 72     |
| 9       | Szwecja       | 70     |
| 10      | Polska        | 68     |

| Miejsce | Reprezentacja | Punkty |
| ------- | ------------- | ------ |
| 1       | Niemcy        | 5560   |
| 2       | Rosja         | 5454   |
| 3       | Francja       | 5151   |
| 4       | Norwegia      | 5108   |
| 5       | Ukraina       | 4601   |
| 6       | Czechy        | 4465   |
| 7       | Białoruś      | 4192   |
| 8       | Szwecja       | 4019   |
| 9       | Finlandia     | 3781   |
| 10      | Japonia       | 3774   |

## Wyniki Polaków

### Indywidualnie
(do uzupełnienia)

### Drużynowo
(do uzupełnienia)